# Zeynep Dizdar

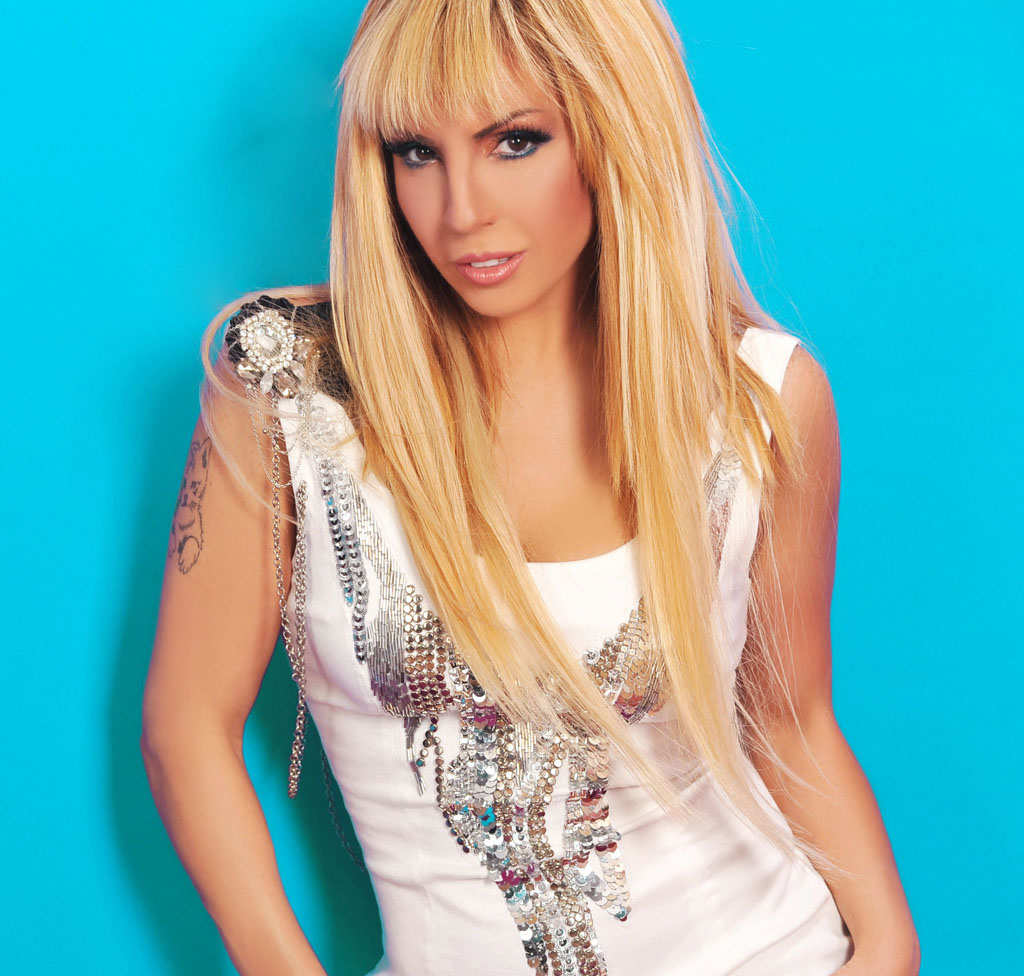
Zeynep Dizdar

Zeynep Dizdar (Istanboel, 14 juli 1976) is een Turks zangeres en songwriter. Dizdar werd in 1997 bekend in Turkije met de single Vazgeç Gönül. In hetzelfde jaar kwam haar eerste album Yolun Açık Ola uit, waarmee ze haar muzikale doorbraak vierde. Acht jaar later verscheen haar comebackalbum İlle de Sen en na haar derde album, Sana Güvenmiyorum, bracht ze nog drie albums uit.

## Discografie

### Albums
- 1997: Yolun Açık Ola
- 2005: İlle de Sen
- 2008: Sana Güvenmiyorum
- 2010: Hayat Benim Elimde
- 2011: Viraj
- 2015: Gönül Oyunu

### Ep's
- 2011: 2012
- 2014: Party (met Murat Uyar)

### Singles[3]
| - 1997: Vazgeç Gönül - 1998: Nerede Olursan Ol - 2005: Zehir Gibi - 2005: İlle de Sen - 2005: Yok Yok - 2006: Yüreğimdeki Yağmurlar - 2008: Sana Güvenmiyorum - 2008: Boşver - 2009: Aşkın Büyüsü - 2010: Hayat Benim Elimde - 2010: Bir Çocuk Sevdim - 2011: Uyandırma | - 2012: Venüs - 2012: Maske (met Murat Uyar) - 2013: İkimiz - 2014: Party (met Murat Uyar) - 2015: Gönül Oyunu - 2015: Son Bir Rica - 2015: Ey Aşk (met Erdem Karaman) - 2018: Bi Gülüşü - 2018: Önsezi - 2019: Günah (met Murat Uyar) - 2020: Kör Kurşun (met Murat Uyar) |